# 巴塔 (麥迪亞省)
36°21′48″N 3°06′38″E / 36.36333°N 3.11056°E

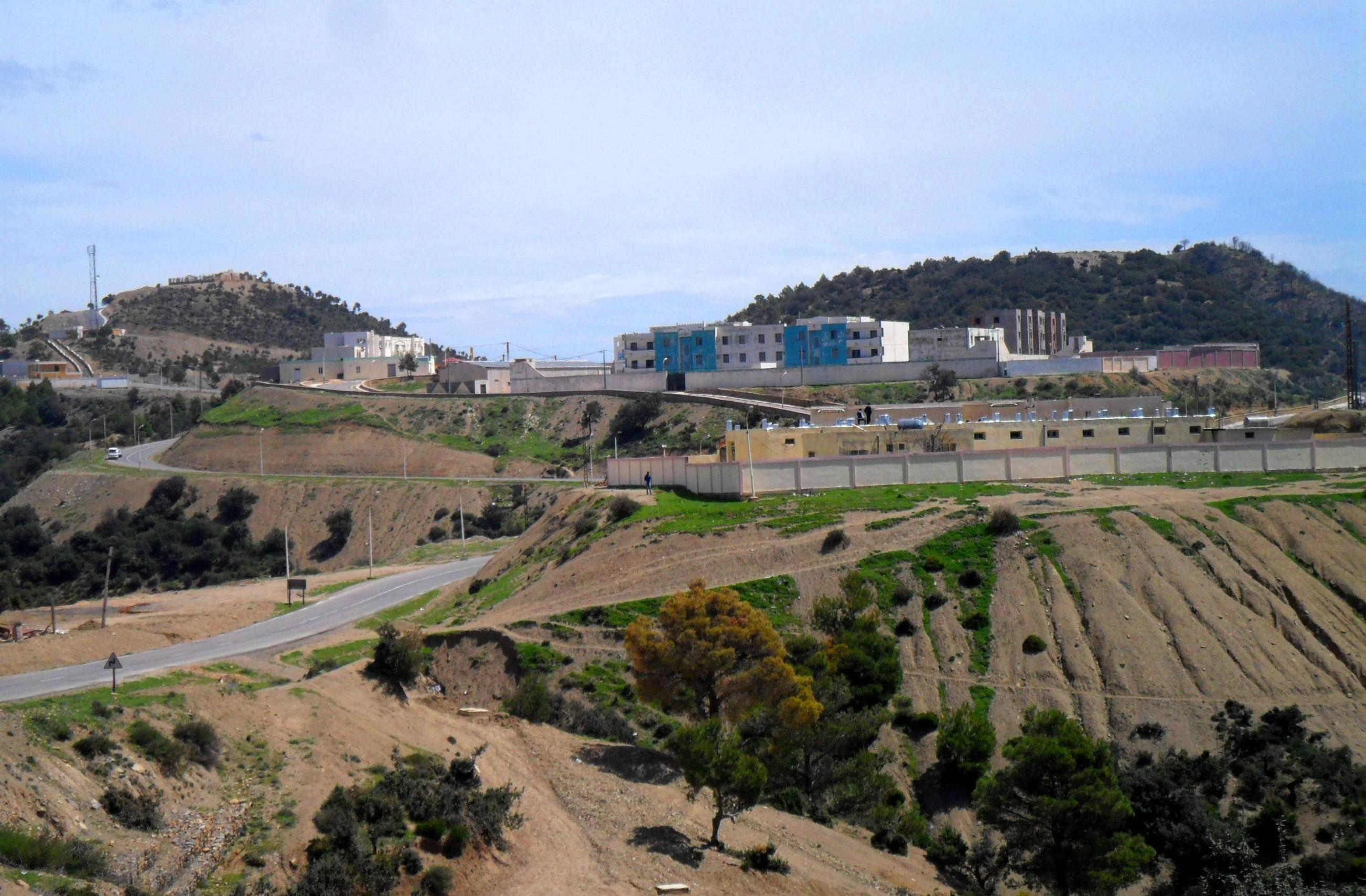
巴塔

巴塔（阿拉伯语：‎），是阿爾及利亞的城鎮，位於該國北部麥迪亞省，由歐邁里耶區負責管轄，面積116平方公里，海拔高度881米，2008年人口856，人口密度每平方公里7人。